# Lothar Krall
Lothar Krall (ur. 15 stycznia 1924 w Winningen, zm. 24 grudnia 2000 w Koblencji) – niemiecki polityk i wojskowy w stopniu pułkownika rezerwy, parlamentarzysta krajowy i europejski.

## Życiorys
W 1942 przyjęty do Narodowosocjalistycznej Niemieckiej Partii Robotników. Walczył w Luftwaffe na froncie II wojny światowej, dochodząc do stopnia lejtnanta. Po wojnie podjął studia prawnicze na Uniwersytecie Johana Gutenberga w Moguncji, które jednak przerwał. W 1951 wstąpił do Bundesgrenzschutz, gdzie był m.in. instruktorem sportowym. W 1956 przeszedł do Bundeswehry, gdzie był pilotem helikopterów i doszedł do stopnia podpułkownika (Oberstleutnant). Został także pułkownikiem rezerwy.
W 1960 wstąpił do Wolnej Partii Demokratycznej. Od 1965 był wiceprzewodniczącym, a od 1967 do 1969 federalnym przewodniczącym partyjnej młodzieżówki Jusos. W 1970 zastąpił w Bundestagu, innego deputowanego pozostał w nim do 1976. Był oddelegowany do Parlamentu Europejskiego (1973–1977). Później zasiadał w landtagu Nadrenii-Palatynatu (1979–1983) i radzie miejskiej Koblencji (1989–1994).

## Odznaczenia
Odznaczony Krzyżem Wielkim I Klasy Orderu Zasługi Republiki Federalnej Niemiec.